# Expectations
| Совокупная оценка | Совокупная оценка |
| Источник          | Оценка            |
| ----------------- | ----------------- |
| Metacritic        | 65/100            |
| Оценки критиков   |                   |
| Источник          | Оценка            |
| AllMusic          | [ 1 ]             |
| The Guardian      | [ 5 ]             |
| Idolator          | [ 6 ]             |
| The Independent   | [ 7 ]             |
| NME               | [ 2 ]             |
| Rolling Stone     | [ 8 ]             |
| The Quietus       | [ 9 ]             |

Expectations — дебютный студийный альбом американской певицы Биби Рексы, вышедший 22 июня 2018 года на лейбле Warner Records. Продюсером были Louis Bell и другие.
К январю 2019 года было продано 604 000 эквивалентных единиц в США.

## Об альбоме
Альбом был анонсирован после успеха её сотрудничества с кантри-дуэтом Florida Georgia Line, выпустивших сингл «Meant to Be». Предварительный заказ на альбом Expectations был анонсирован 13 апреля 2018 года, когда были выпущены два промо-сингла: «Ferrari» и «2 Souls on Fire». 15 июня 2018 года вышел релиз «I’m a Mess», представленный как первый сингл с предстоящего альбома Expectations. 22 июня 2018 года на лейбле Warner Bros. Records вышел альбом Expectations. 9 октября Американская ассоциация звукозаписывающих компаний присвоила дебютному альбому исполнительницы «золотой» сертификат за более чем 500 тысяч реализованных копий.
В 2018 году Биби Рекса получила номинацию на премию «Грэмми» в категории «Лучший новый исполнитель», но в итоге эта награда была присуждена Дуа Липе. В том же году трек Рексы «Meant to Be», записанный совместно с кантри-группой Florida Georgia Line, был номинирован на «Грэмми» в категории «Лучшее кантри-исполнение дуэтом или группой», но по результатам голосования уступил композиции дуэта Dan + Shay «Tequila».
Альбом получил положительные отзывы музыкальных критиков и интернет-изданий. Он получил 65 из 100 баллов на интернет-агрегаторе Metacritic.

## Список композиций
| №                   | Название                                         | Автор(ы)                                                                          | Продюсеры                                   | Длительность |
| ------------------- | ------------------------------------------------ | --------------------------------------------------------------------------------- | ------------------------------------------- | ------------ |
| 1.                  | «Ferrari»                                        | Bleta Rexha Jason Evigan Asia Whiteacre                                           | Evigan Gian Stone [a]                       | 3:32         |
| 2.                  | «I'm a Mess»                                     | Rexha Jussi Karvinen Justin Tranter Meredith Brooks Shelly Peiken                 | Jussifer Devon Corey [a]                    | 3:15         |
| 3.                  | «2 Souls on Fire» (при участии Quavo)            | Rexha Quavious Marshall Lauren Christy Karvinen Aaron Zuckerman                   | Jussifer Zuckerman [b]                      | 2:50         |
| 4.                  | «Shining Star»                                   | Rexha Christy Jacqetta Singleton Scott Carter Alexander Prawl Dre Pinckney        | Ali P Robot Scott Pinckney                  | 3:06         |
| 5.                  | «Knees»                                          | Rexha Christy Josh Miller David Garcia                                            | Garcia                                      | 3:26         |
| 6.                  | «I Got You»                                      | Rexha Ben Berger Ryan McMahon Ryan Rabin Christy Jacob Kasher Hindlin             | Captain Cuts                                | 3:11         |
| 7.                  | «Self Control»                                   | Rexha Christy Andrew Wells                                                        | Wells Corey [a]                             | 2:54         |
| 8.                  | «Sad»                                            | Rexha Stefan Johnson Jordan Johnson Marcus Lomax Whiteacre Oliver Peterhof        | The Monsters and Strangerz German Corey [a] | 3:05         |
| 9.                  | «Mine»                                           | Rexha Chauncey Hollis, Jr. Lionchild Rachel Kennedy Lance Shipp Nathalia Marshall | Hit-Boy Corey [a]                           | 2:51         |
| 10.                 | «Steady» (при участии Tory Lanez)                | Rexha Daystar Peterson Whiteacre Louis Bell                                       | Bell                                        | 3:14         |
| 11.                 | «Don't Get Any Closer»                           | Rexha Emily Warren Scott Harris Karvinen                                          | Jussifer Corey [a]                          | 2:48         |
| 12.                 | «Grace»                                          | Rexha Christy Wells                                                               | Wells Corey [a]                             | 3:16         |
| 13.                 | «Pillow»                                         | Rexha Whiteacre Jonathan Yip Raymond Romulus Jeremy Reeves Raymound McCollough II | The Stereotypes Corey [a]                   | 3:36         |
| 14.                 | «Meant to Be» (при участии Florida Georgia Line) | Rexha Tyler Hubbard Miller Garcia                                                 | Willshire Joey Moi [a]                      | 2:43         |
| Общая длительность: | Общая длительность:                              | Общая длительность:                                                               | Общая длительность:                         | 43:47        |

| №                   | Название                                               | Автор(ы)                                   | Продюсеры                                       | Длительность |
| ------------------- | ------------------------------------------------------ | ------------------------------------------ | ----------------------------------------------- | ------------ |
| 15.                 | «I Can't Stop Drinking About You» (Chainsmokers Remix) | Rexha S. Johnson J. Johnson Lomax          | The Monsters and the Strangerz The Chainsmokers | 4:23         |
| 16.                 | «I Got You» (Cheat Codes Remix)                        | Rexha Berger Christy Hindlin McMahon Rabin | Captain Cuts Cheat Codes                        | 3:19         |
| Общая длительность: | Общая длительность:                                    | Общая длительность:                        | Общая длительность:                             | 51:29        |

## Чарты
| Чарт (2018)                              | Высшая позиция |
| ---------------------------------------- | -------------- |
| Австралия (ARIA)                         | 19             |
| Австрия (Ö3 Austria)                     | 71             |
| Бельгия/Фландрия (Ultratop)              | 53             |
| Бельгия/Валлония (Ultratop)              | 73             |
| Канада (Canadian Albums Chart)           | 14             |
| Чехия (ČNS IFPI)                         | 60             |
| Нидерланды (Album Top 100)               | 58             |
| Германия (Offizielle Top 100)            | 55             |
| Ирландия (IRMA)                          | 40             |
| Япония (Billboard Japan)                 | 42             |
| Япония (Oricon)                          | 98             |
| Новая Зеландия, Heatseeker Albums (RMNZ) | 1              |
| Норвегия (VG-lista)                      | 35             |
| Шотландия (Scottish Albums Chart)        | 28             |
| Словакия (ČNS IFPI)                      | 73             |
| Республика Корея (Gaon)                  | 5              |
| Испания (PROMUSICAE)                     | 54             |
| Швейцария (Schweizer Hitparade)          | 31             |
| Великобритания (UK Albums Chart)         | 33             |
| США (Billboard 200)                      | 13             |

| Чарт (2018)       | Позиция |
| ----------------- | ------- |
| США Billboard 200 | 147     |
| Чарт (2019)       | Позиция |
| США Billboard 200 | 142     |

## Сертификации
| Регион | Сертификация | Продажи   |
| --- | ------------ | --------- |
| Канада (Music Canada) | Золотой      | 40 000    |
| Норвегия (IFPI Norway) | Платиновый   | 20 000*   |
| США (RIAA) | Платиновый   | 1 000 000 |
| * Данные о продажах приведены только на основе сертификации. · Данные о продажах + прослушиваниях приведены только на основе сертификации. |              |           |